# Феофания (садово-парковый комплекс)
«Феофания» (укр. «Феофанія») — парк-памятник садово-паркового искусства общегосударственного значения и садово-парковый комплекс (ранее государственное заповедное хозяйство) Национальной академии наук Украины, расположенный на территории Голосеевского района Киевского горсовета (Украина). Создан 26 июля 1972 года. Площадь — 150 га.

## История
С 1972 года урочище Феофания является парком-памятником республиканского значения. Государственное заповедное хозяйство «Феофания» было создано 13 мая 1992 года постановлением Бюро Президиума НАН Украины № 128-Б со статусом парк-памятник садово-паркового искусства общегосударственного значения. Постановлением Бюро Президиума НАН Украины № 354 от 26 декабря 2006 года ГЗХ «Феофания» было переименовано на государственное учреждение Садово-парковый комплекс НАН Украины «Феофания».

## Описание
Парк расположен на территории одноименной исторической местности в южной части Голосеевского района Киевского горсовета западнее Днепра. Территория парка ограничена улицами Академика Заболотного (на севере) и Метрологической, также врезается в парк улица Академика Лебедева, (на западе) и административной границей Киевского горсовета (на юге). На территории комплекса расположены Палладинские пруды. На территории парка расположен гидрологический памятник природы местного значения Два водных источника.
В парке управляющими органами осуществляется природоохранная и культурно-просветительская деятельность.
Поблизости расположеныː Национальный Экспоцентр Украины (ВДНХ), институт пчеловодства и музей пчеловодства (ул. Ак. Заболотного № 19), астрономическая обсерватория (ул. Ак. Заболотного № 27), музей народной архитектуры и быта (Пирогово), клиническая больница «Феофания» (ул. Ак. Заболотного № 21).
Как добраться Адресː улица Академика Лебедева, 37. Транспортː от ст.м. Выставочный центр маршр. такси № 548 (остановка — ул. Академика Лебедева) или пешком от ост. ул. Метрологическая троллейбус № 11 и марш. такси № 576; ближайшая станция метро —   Теремки (примерно в 4 км по ул. Академика Заболотного).

## Природа
На территории парка произрастает 86 видов деревьев, кустов и лиан, в том числе 11 хвойные и 75 лиственные виды. В центральной части парка, при участии специалистов Ботанического сада им. М. М. Гришка, был разработан и создан ландшафтный дизайн парка. Планируется создание розариев, альпинарий, боскетов, лабиринтов и прочих декоративных композиций. Были очищены пруды.
На территории парка сохранились дубы возрастом 100—180 лет (есть экземпляры свыше 300 лет), клёны и ясени возрастом 80-120 лет, липы возрастом 70-100 лет, грабы возрастом 60-80 лет.
В парке были зарегистрированы 9 краснокнижных видов насекомых.